# Bofedal

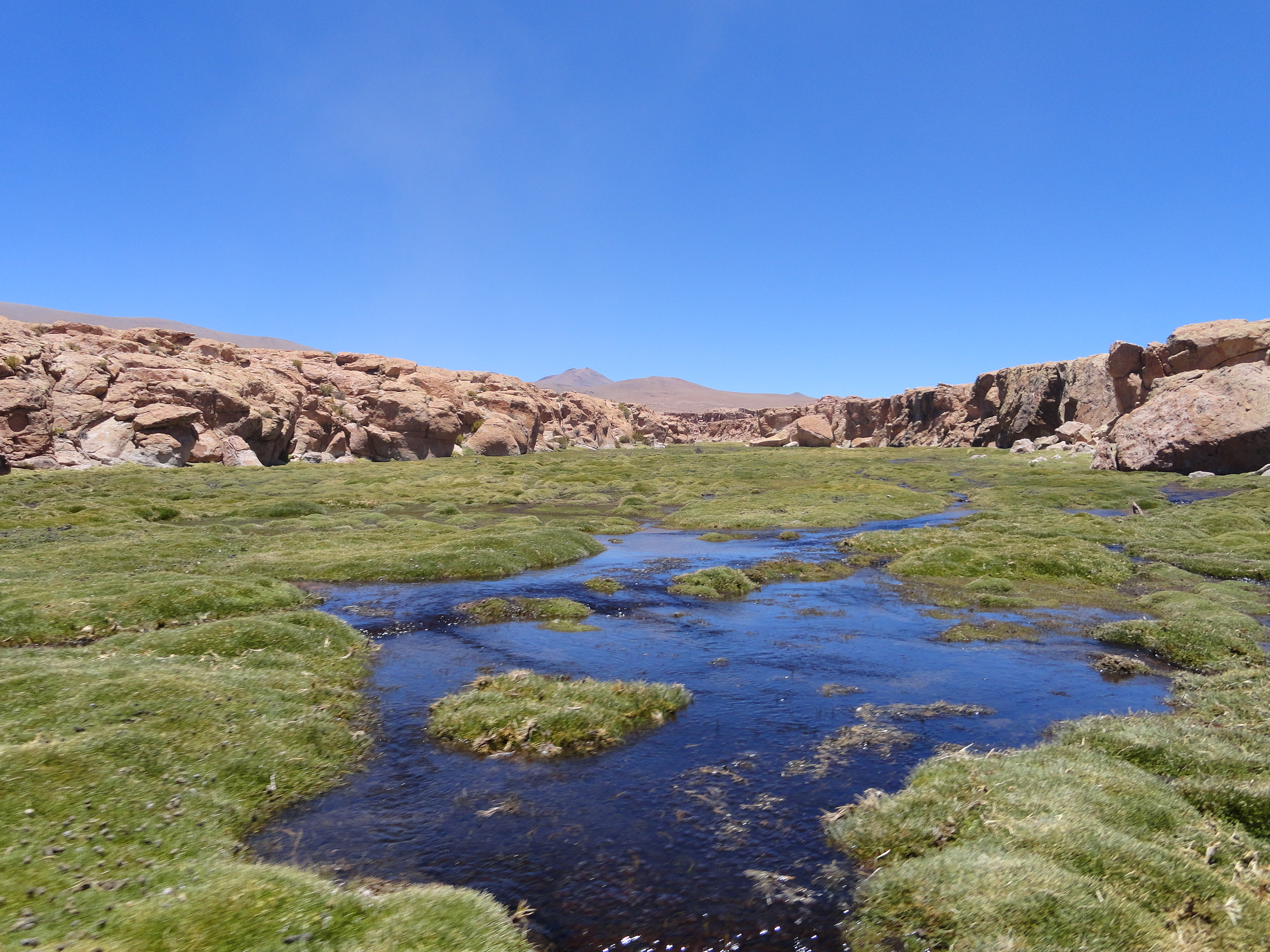

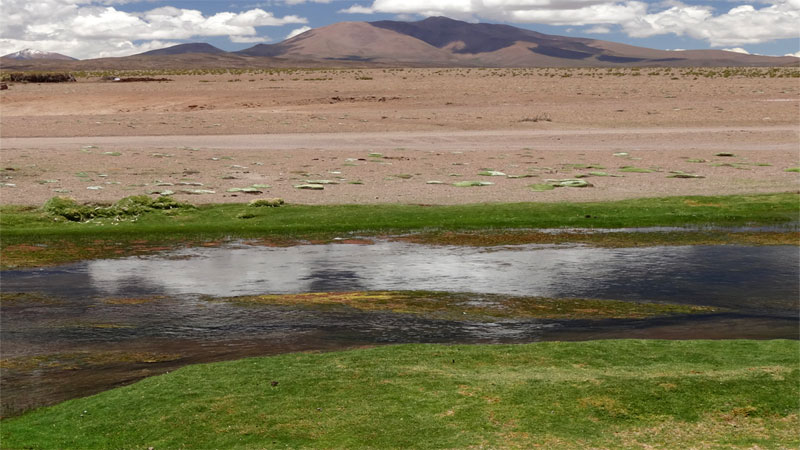
Bofedal en Bolivie

Un bofedal est une zone humide d'altitude considérée comme un pâturage naturel peu étendu mais avec une humidité permanente. Les bofedales se forment dans des zones telles que la Puna dans la cordillère des Andes située à environ 3800 mètres. Elles permettent d'alimenter la faune (lama, vigogne) pendant les longs mois sans précipitation.
L'eau qui alimente les bofedales provient principalement de la pluie, de la fonte des glaciers et des affleurements de surface de l'eau souterraine.